# Lepanthes macalpinii
Lepanthes macalpinii är en orkidéart som beskrevs av Carlyle August Luer. Lepanthes macalpinii ingår i släktet Lepanthes och familjen orkidéer.
Artens utbredningsområde är Costa Rica. Inga underarter finns listade i Catalogue of Life.